# رود نور
رودخانهٔ نور یکی از شاخه‌های رودخانه هراز است و حدود یک سوم مساحت آن را تشکیل می‌دهد. این رودخانه درون یک درهٔ تکتونیکی با روند غربی – شرقی جریان یافته‌است. در این منطقه به علت عدم شرایط تشکیل خاک، خاک تکامل نیافته و به‌صورت نارس (مخلوطی از سنگریزه و قلوه‌سنگ) است. بخش اعظم حوضه تحت تأثیر سیستم فرسایش مجاور یخچالی قرار گرفته (ارتفاعات بالای ۲۵۵۰ متر) و از ارتفاع ۲۵۰۰ متر به پایین تحت تأثیر فرسایش آب‌های جاری است.

## ویژگی‌ها
حوضهٔ نور در دامنه‌های شمالی البرز از کمترین میزان بارش برخوردار است و میانگین بارندگی سالانه ۳۸۳ میلی‌متر با استفاده از رواناب‌های سطحی و بارندگی مؤثر محاسبه گردید. علت اصلی کمبود بارش محاط شدن حوضه به وسیلهٔ کوه‌های مرتفع و جهت ناهمواری‌ها است که مانع نفوذ توده‌های باران‌آور به منطقه می‌گردد. به دلیل این‌که بیشتر بارندگی حوضه به صورت برف است و پایین بودن دما حوضه در تقسیم‌بندی کوپن با علامت Dsc مشخص می‌گردد که دارای اقلیم مجاور یخچال است.
حوضهٔ رودخانه نور به صورت مستطیل کشیده‌ای است که عرض آن ۱۵ کیلومتر و طول آن حدود ۷۸ کیلومتر است. حداکثر ارتفاع حوضه ۴۳۷۵ متر و مینیمم ارتفاع آن ۱۱۸۰ متر است. شیب متوسط حوضه ۲۲ درصد و شیب رودخانهٔ اصلی آن ۶/۲ درصد است. طول رودخانه اصلی ۵/۸۴ کیلومتر است که به علت شیب زیاد نیروی زیاد برای فرسایش و حمل مواد در اختیار دارد. بین بارندگی و دبی هیچ‌گونه رابطه‌ای وجود ندارد که عامل اصلی آن پراکندگی مکانی بارش در حوضه است و بارندگی ثبت شده در دو ایستگاه موجود نمی‌تواند نشان دهندهٔ بارندگی کل حوضه باشد. زمان تمرکز حوضه ۲۰/۶۵ ساعت است. علت اصلی زیاد بودن تمرکز - کشیدگی حوضه و نفوذپذیری بالای خاک‌های حوضه است. به همین دلیل بازوی بالاروندهٔ هیدروگراف واحد حوضه بسیار ملایم است.